# Clauen
Clauen est un quartier de la commune allemande de Hohenhameln, dans l'arrondissement de Peine, Land de Basse-Saxe.

## Géographie
Clauen se situe entre le Harz et le Mittellandkanal, à environ 30 kilomètres au sud-est de Hanovre, sur la Bundesstraße 494 entre Hildesheim et Peine.

## Histoire
Clauen est mentionnée pour la première fois le 23 août 1151 dans un document de l'évêché de Hildesheim. Dans ce document, Mgr Bernard confirme l'acquisition du Moritzstift (de). Cela résout les différends entre lui et le prévôt Burchard. Le document latin, dans lequel Clauen est appelé "Cleun", stipule que le greffier du Moritzstift doit recevoir le rendement d'un sabot (environ 30 acres) de terres arables pour financer l'évêché. Clauen n'est qu'un des nombreux endroits de ce document qui doivent payer l'évêché.
Dans le document de 1151, le nom du lieu est "Cleun". "Cleun" pourrait être dérivé du mot latin "clavis" (clé). Dans une vieille chronique, "clavis" est attribué à un "château-clé". Les vestiges de ce château, qui servait à protéger l'évêché de Hildesheim, auraient été visibles à l'extrémité nord-est du village jusqu'à la fin du XIXe siècle.
Clauen fusionne dans la municipalité de Hohenhameln le 1er mars 1974.

### Religion
La paroisse est évangélique-luthérienne depuis 1542, lorsque le conseil et les citoyens de Hildesheim s'engagent dans l'enseignement luthérien le 27 août. Johannes Stenzi (1542-1548) est le premier pasteur évangélique. L'église évangélique du village, située sur une colline du village, possède une tour romane et une nef baroque avec des baies vitrées contemporaines. L'orgue baroque est à l'origine de l'église du château de Wolfenbüttel, il est acheté en 1796 pour 250 thalers. Le duc Auguste-Guillaume de Brunswick-Wolfenbüttel l'avait commandé en 1725 au facteur d'orgue Johann Andreas Graff pour 680 thalers, qui prit des parties plus anciennes d'un orgue de Gottfried Fritzsche (1621-1622). En 1995, Bernhardt Edskes restaure l'instrument, qui a un manuel et un pédalier.

## Économie

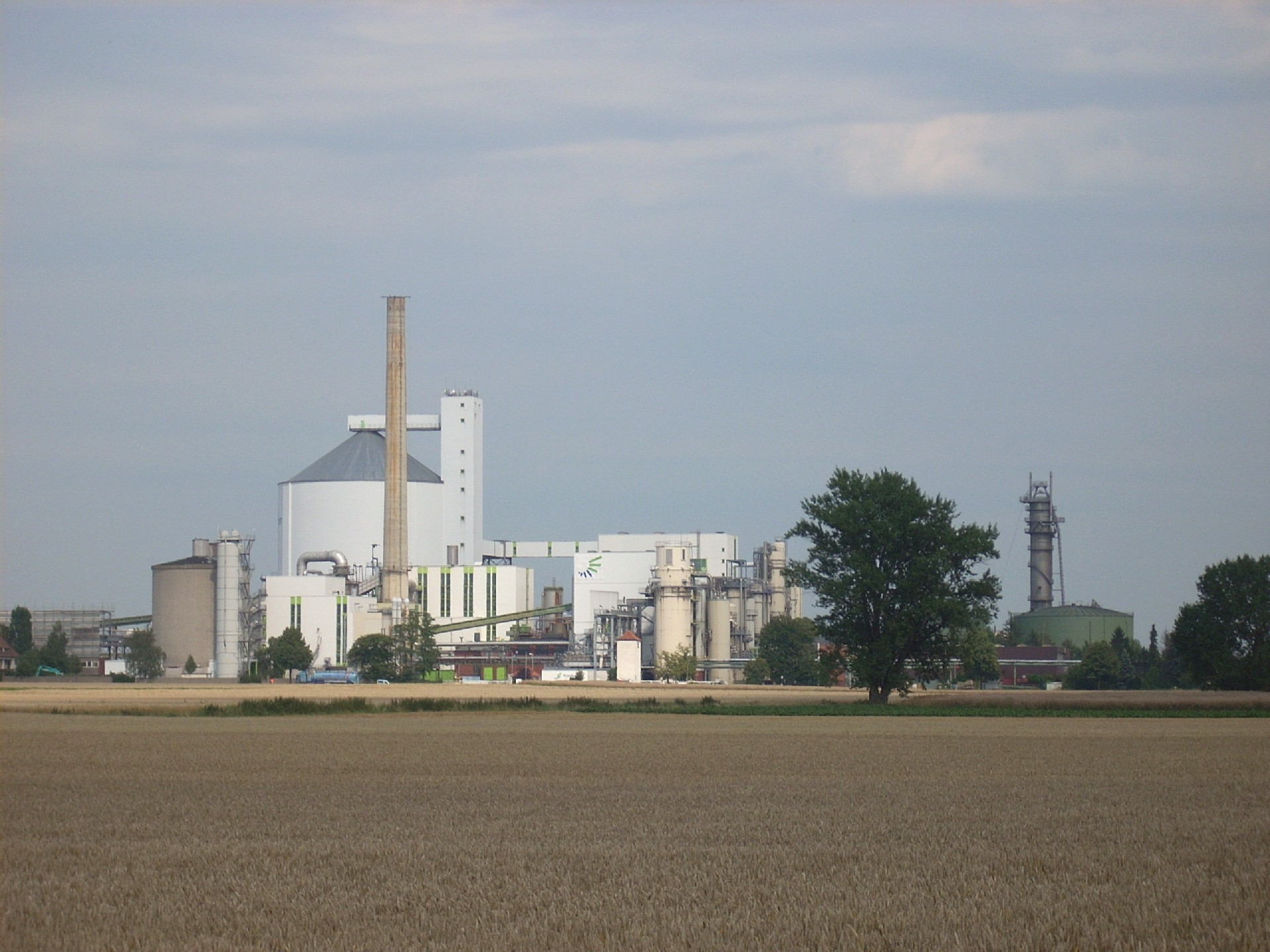
Sucrerie de Clauen

Clauen possède une usine de raffinage du sucre.

## Source, notes et références
- (de) Cet article est partiellement ou en totalité issu de l’article de Wikipédia en allemand intitulé « Clauen » (voir la liste des auteurs).